# 신백낭자전기 (2019년 드라마)
《신백낭자전기》(중국어 간체자: 新白娘子传奇, 정체자: 新白娘子傳奇, 병음: Xīn bái niáng zǐ chuán qí 신바이냥쯔촨치[*])는 중국의 드라마이다.